# Unionicola arcuata
Unionicola arcuata är en kvalsterart som först beskrevs av Albert Burke Wolcott 1892.  Unionicola arcuata ingår i släktet Unionicola och familjen Unionicolidae. Inga underarter finns listade i Catalogue of Life.